# San Pietro (Manduria)
San Pietro in Bevagna este o stațiune turistică de vară pe malul Mării Ionice, aflată pe teritoriul administrativ al orașului Manduria în Italia, regiunea Apulia.

## Obiective turistice
- Izvorul Chidro
- Biserica Sfântului Petru (San Pietro)